# Iglesia y Monasterio de Santa Catalina (La Valeta)
El Monasterio de Santa Catalina (en maltés: Monasteru Santa Katerina ta' Lixandra) es un monasterio en La Valeta, Malta que alberga monjas de clausura de la Segunda Orden de San Agustín. Incorpora la Iglesia de la Presentación de Nuestra Señora (en maltés: Knisja tal-Preżentazzjoni tal-Madonna), que se conoce más comúnmente como la Iglesia de Santa Catalina (en maltés: Knisja ta' Santa Katerina). La iglesia y el monasterio fueron construidos en el siglo XVIII y reemplazaron a un monasterio anterior que había estado ubicado en un palacio del siglo XVI.

## Historia

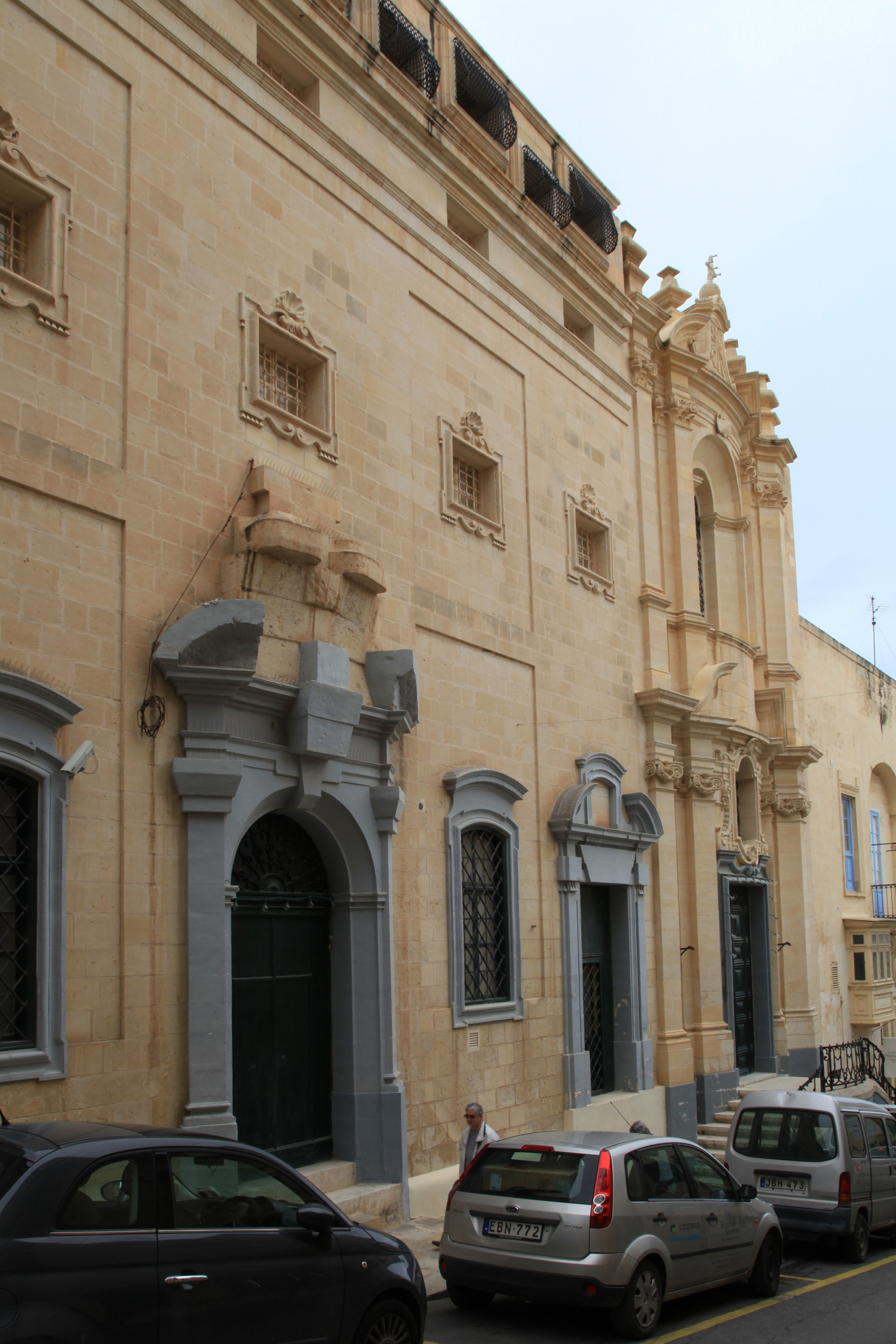
El monasterio (izquierda) y la iglesia (derecha) en 2013

Los orígenes del Monasterio de Santa Catalina se remontan a 1580, cuando el palacio del Marqués Giovanni y Katerina Vasco Oliviero en La Valeta comenzó a albergar el Orfani della Misericordia, una comunidad de mujeres que cuidaban niños. Vasco Oliviero dejó sus bienes a la comunidad y el palacio se transformó en monasterio en 1601. En el siglo XVII se añadió al monasterio una capilla dedicada a la Asunción de María.
El monasterio y la iglesia fueron reconstruidos en el siglo XVIII según los diseños del arquitecto Romano Carapecchia. La construcción comenzó en 1714 y continuó durante varias décadas. La nueva iglesia fue dedicada a la Presentación de María. 
En 1849, el Papa Pío IX la reconoció como comunidad de monjas agustinas, y 16 monjas hicieron su profesión el 3 de septiembre de 1851. Han sido reconocidos como parte de la Segunda Orden de San Agustín desde 1946.
La iglesia cae bajo la jurisdicción de la parroquia de Santo Domingo de La Valeta. Está incluido en el Inventario Nacional de Bienes Culturales de las Islas Maltesas.

## Arquitectura
La iglesia está construida en estilo barroco.  El monasterio incluye un jardín.